# ランス・フォン・エリック
ランス・フォン・エリック（Lance Von Erich、本名：William Kevin Vaughn、1960年4月24日 - ）は、アメリカ合衆国の元プロレスラー。テキサス州アーリントン出身。生年は1959年ともされる。
フリッツ・フォン・エリックのギミック上の弟だったワルドー・フォン・エリックの息子と称し、ケビン・フォン・エリックやケリー・フォン・エリックの「従兄弟」という設定のもと、甘いマスクと筋肉美を持つベビーフェイスとして活動した（実際には、ワルドーおよびフォン・エリック・ファミリーとの血縁関係はない）。

## 来歴
同じくボディビルダーだったビリー・ジャック・ヘインズにスカウトされ、1985年2月に太平洋岸北西部のパシフィック・ノースウエスト・レスリングにてデビュー（デビュー年は1984年ともされる）。リッキー・ヴォーン（Ricky Vaughn）をリングネームに、1985年5月11日にヘインズと組んでケンドー・ナガサキ&メガ・マハリシからNWAパシフィック・ノースウエスト・タッグ王座を奪取。8月3日にはトーナメントの決勝でマイク・ミラーを破り、同地区のフラッグシップ・タイトルだったNWAパシフィック・ノースウエスト・ヘビー級王座を獲得、11月9日にボビー・ジャガーズに敗れるまで保持した。
同王座戴冠中、フリッツ・フォン・エリックが主宰していたテキサス州ダラスのWCCWに、ランス・フォン・エリック（Lance Von Erich）と名乗って登場。10月28日にフォートワースにて、リック・フレアーのNWA世界ヘビー級王座に挑戦した。パシフィック・ノースウエスト・ヘビー級王座陥落後の11月11日より本格的にWCCWに参戦し、ケビン、ケリー、マイク・フォン・エリックらの従兄弟として活動。以降、フォン・エリック・ファミリーの一員となって、団体名がWCWAと改称された翌1986年は、ファビュラス・フリーバーズ、ワンマン・ギャング、リック・ルード、ザ・グレート・カブキ、ブラックジャック・マリガンなどのヒール勢と抗争、ブルーザー・ブロディともタッグを組んだ。1986年3月24日、バディ・ロバーツを下してTV王座を獲得。5月4日にはケビン&ケリーとのトリオでフリーバーズからWCWA世界6人タッグ王座を奪取した。
1986年は、当時WCWAと提携していた新日本プロレスに来日し、10月9日に両国国技館で開催されたイベント『INOKI闘魂LIVE パート1』にて木村健吾と対戦したが、低調な試合ぶりで実力不足を露呈した（同月13日開幕のシリーズにも継続参戦する予定だったが、心臓疾患を起こして帰国したとされる）。帰国後の11月17日、ディンゴ・ウォリアーこと後のアルティメット・ウォリアーと組んで、マット・ボーン&ジョージ・ウェルズを破りWCWA世界タッグ王座を獲得している。
1987年下期にWCWAを離脱し、ファビュラス・ランス（The Fabulous Lance）とリングネームを変更して、WCWAの対抗勢力として旗揚げされたケン・マンテル主宰の新団体ワイルド・ウエスト・レスリングに参戦。その際、フリッツ・フォン・エリックはTVにて、彼が本当のファミリーではなかったことを暴露した。ワイルド・ウエスト・レスリングにはビル・アーウィン、キング・パーソンズ、ブライアン・アディアス、ジョン・テータムなども出場していたが、同年に活動を停止。その後はカルロス・コロンが主宰するプエルトリコのWWCに登場、アブドーラ・ザ・ブッチャーとも対戦した。
以降はリングから離れていたが、1993年5月7日、再びランス・フォン・エリックと名乗ってニューヨークのインディー団体に出場し、グレッグ・バレンタインと対戦。同年12月にはインド、翌1994年7月には南アフリカに遠征、1996年3月にはマレーシアにてジム・ナイドハートやバンパイア・ウォリアーと対戦した。

## 得意技
- アイアン・クロー
- クロス・ボディ
- ドロップキック

## 獲得タイトル
パシフィック・ノースウエスト・レスリング
- NWAパシフィック・ノースウエスト・ヘビー級王座：1回[5]
- NWAパシフィック・ノースウエスト・タッグ王座：1回（w / ビリー・ジャック・ヘインズ）[4]

ワールド・クラス・レスリング・アソシエーション
- WCWA TV王座：1回[9]
- WCWA世界タッグ王座：1回[12]（w / ディンゴ・ウォリアー）
- WCWA世界6人タッグ王座：2回[10]（w / ケビン・フォン・エリック&ケリー・フォン・エリック、ケビン・フォン・エリック&マイク・フォン・エリック）